# Madina Touré
Madina Touré (* 17. April 2002) ist eine Leichtathletin aus Burkina Faso, die im Sprint und im Hürdenlauf an den Start geht.

## Sportliche Laufbahn
Erste Erfahrungen bei internationalen Meisterschaften sammelte Madina Touré im Jahr 2018, als sie bei den Afrikanischen Jugendspielen in Algier im 100-Meter-Hürdenlauf in der Vorrunde nicht das Ziel erreichte. Im Jahr darauf gewann sie bei den Jugendafrikameisterschaften in Abidjan in 14,53 s die Bronzemedaille über die Hürden und belegte im Dreisprung mit 11,65 m den vierten Platz. Anschließend nahm sie an den Afrikaspielen in Rabat teil und schied dort mit 14,82 s in der Vorrunde über 100 m Hürden aus und belegte mit der burkinischen 4-mal-100-Meter-Staffel in 46,77 s den siebten Platz. 2021 schied sie bei den U20-Weltmeisterschaften in Nairobi mit 14,96 s im Halbfinale über die Hürden aus und im Jahr darauf schied sie bei den Afrikameisterschaften in Port Louis mit 24,63 s in der ersten Runde im 200-Meter-Lauf aus und kam auch über 100 m Hürden mit 13,99 s nicht über den Vorlauf hinaus. Zudem belegte sie mit der Staffel in 47,14 s den siebten Platz. Anschließend erreichte sie bei den Islamic Solidarity Games in Konya das Halbfinale im 100-Meter-Lauf und ging dort verletzungsbedingt nicht mehr an den Start. 2023 belegte sie bei den Spielen der Frankophonie in Kinshasa in 13,77 s den vierten Platz über 100 m Hürden und gelangte mit 11,66 s auf den fünften Platz über 100 Meter. Zudem kam sie im Halbfinale über 200 Meter nicht ins Ziel. Im Jahr darauf schied sie bei den Afrikaspielen in Accra mit 12,06 s im Vorlauf über 100 Meter aus und belegte in 14,85 s den achten Platz über 100 m Hürden. Zudem gelangte sie mit der 4-mal-100-Meter-Staffel mit 49,53 s auf Rang sieben. Im Juni schied sie bei den Afrikameisterschaften in Douala mit 12,21 s und 14,52 s jeweils in der ersten Runde über 100 Meter und 100 m Hürden aus und gelangte im Staffelbewerb mit 46,83 s auf Rang acht.
2021 wurde Touré burkinische Meisterin im 100-Meter-Hürdenlauf sowie in der 4-mal-100-Meter-Staffel und in der Mixed-Staffel. 2022 und 2023 wurde sie Landesmeisterin im 100- und 200-Meter-Lauf sowie 2023 auch über 100 m Hürden.

## Persönliche Bestzeiten
- 100 Meter: 11,51 s (−0,5 m/s), 31. Juli 2023 in Kinshasa
- 200 Meter: 24,05 s (−2,1 m/s), 3. Juli 2022 in Bobo-Dioulasso
- 100 m Hürden: 13,77 s (+0,7 m/s), 1. August 2023 in Kinshasa
- Dreisprung: 12,67 m, 30. Mai 2021 in Kaduna